# Kareem Streete-Thompson
Kareem Streete-Thompson, född 30 mars 1973 i Ithaca, USA, är en friidrottare som tävlade för Caymanöarna i längdhopp och kortdistanslöpning.
Streete-Thompsons genombrott kom när han blev bronsmedaljör 1990 i längdhopp vid junior-VM. Han deltog både vid VM 1991 och vid Olympiska sommarspelen 1992 utan att ta sig vidare från försöken. Hans första mästerskapsfinal blev VM 1995 då han slutade på fjortonde plats i längdhoppet med ett hopp på 7,43.
Vid både VM 1999 och OS 2000 blev han utslagen i försöken i längdhopp. Däremot var han i VM-final på 100 meter vid VM 1999 och slutade där åtta på tiden 10,24.
Vid inomhus-VM 2001 blev han silvermedaljör i längdhopp med ett hopp på 8,16. Utomhus slutade han femma vid VM i Edmonton med ett hopp på 8,10. 
Han blev även bronsmedaljör i längdhopp vid Samväldesspelen 2002. Han deltog både i längdhopp och 100 meter vid OS 2004 men tog sig inte till finalen i någon av grenarna.

## Personliga rekord
- 100 meter - 9,96
- Längdhopp - 8,63